# Golpe de Estado del 17 de mayo
El golpe de estado del 17 de mayo de 1980 fue un golpe de Estado militar ocurrido en Corea del Sur por parte del general Chun Doo-hwan y el grupo de oficiales Hanahoe que dirigieron el golpe de Estado del 12 de diciembre.
El 17 de mayo de 1980, el general Chun Doo-hwan forzó al Consejo de Ministros para que ampliara la ley marcial a toda la nación, ya que previamente no había sido aplicada a Jeju. La ley marcial ampliada cerró universidades, prohibió actividades políticas y redujo aún más la prensa. Para hacer cumplir la ley marcial se enviaron tropas a distintas partes del país. Ese mismo día, la Agencia de Inteligencia Central Coreana allanó una conferencia nacional de dirigentes estudiantiles de 55 universidades. Alrededor de 2700 personas, incluyendo 26 políticos, fueron arrestadas. El 18 de mayo de 1980, ciudadanos de Gwangju se sublevaron contra la dictadura militar de Chun Doo-hwan y tomaron control de la ciudad. En el transcurso del alzamiento, los ciudadanos tomaron armas para defenderse, pero fueron finalmente aplastados por el ejército de Corea del Sur. (Masacre de Gwangju)
El 20 de mayo de 1980, Chun Doo-hwan y Roh Tae-woo ordenaron a la Asamblea Nacional que se disolviera desplegando para ellos tropas dentro del edificio. Chun posteriormente creó la Comisión de Defensa Nacional de Emergencia Política y se nombró miembro a sí mismo. El 17 de julio renunció al puesto de director de la Agencia de Inteligencia Central Coreana, manteniendo únicamente el cargo de miembro de la comisión. En septiembre de 1980, el presidente Choi Kyu-hah se vio obligado a renunciar a la presidencia para dar paso al nuevo jefe militar, Chun Doo-hwan.